# Tistronören (vid Bodö, Nagu)
Tistronören är en ö nära Nötö i Nagu,  Finland. Den ligger i Skärgårdshavet i Pargas stad i den ekonomiska regionen  Åboland i landskapet Egentliga Finland, i den sydvästra delen av landet. Ön ligger omkring 5 kilometer söder om Nötö, 33 kilometer söder om Nagu kyrka, 66 kilometer sydväst om Åbo och omkring 180 kilometer väster om Helsingfors. Närmaste allmänna förbindelse är förbindelsebryggan vid Långholm och Träskholm som trafikeras av M/S Nordep.
Öns area är 2,4 hektar och dess största längd är 250 meter i sydväst-nordöstlig riktning.